# 阿尔伯特·魏德迈
阿尔伯特·科蒂·魏德迈（英語： 1897年7月9日—1989年12月17日），美國軍人。二次世界大戰時於東亞服役，於1944年底接任史迪威為盟軍中國戰區參謀長，及美軍中國戰區指揮官；至1946年3月卸任。1947年再奉命為特使到中國調查。在冷戰期間，魏德邁是柏林空運的主要支持者。

## 出生及軍旅生涯
魏德邁於1897年7月9日於美國內布拉斯加州奧瑪哈市出生。魏德邁是德國裔，其祖父於1830年移民美國。岳父為Stanley Dunbar Embick將軍。
1919年從西點軍校畢業，1923年奉調遠東，於菲律賓服役。1929年至1931年轉調駐中國天津之第十五步兵團，曾學習中文並結識中國軍政人物。1936年至1938年，分別在美國陸軍指揮與參謀作業學院、柏林普魯士軍事學院進修。
二次大戰爆發前，魏德邁為中校，在軍部為作戰參謀，於計劃組內工作。1941年撰寫的「勝利計劃」，提出美國以在歐洲擊敗德國為主要目標。此項計劃後來獲得接納，成為美國在二次大戰的基本戰略。

## 訪華及其报告
1942年7月昇准將。次年調往遠東，成為處於印度的盟軍東南亞指揮所（South East Asia Command）的參謀長，指揮官則為英國的蒙巴頓勛爵。
1944年10月18日小罗斯福总统下令免去史迪威的盟軍中國戰區參謀長、美國陸軍中緬印戰區指揮官职务。1944年10月29日，任命魏德迈接手史迪威的工作。魏德邁與史迪威觀點不同，較為傾向蔣介石，魏德邁接替時適逢豫湘桂會戰尾聲，重慶國民政府受到慘重的打擊，失去大片領土與部隊，國際聲望一落千丈之際。魏德邁積極協助重慶國民政府抗日，並協助中國陸軍組成中國戰區中國陸軍總司令部，尤其在對國民革命軍在訓練、後勤及裝備的提昇有顯著貢獻，戰力提昇的國軍在湘西會戰中擊敗日軍，並於1945年中在中國南部發起桂柳反攻作戰，直到8月日本宣佈投降。
1945年12月21日，美國特使馬歇爾偕魏德邁由上海飛抵南京，蔣介石夫婦亲往機場迎接:7932。日本投降後的受降、接收等問題亦由魏德邁協調。他曾向美国政府参谋总部建议派遣美军七个师进驻东北，协助国军接收东北，对抗苏联，但没被采纳。1946年2月21日，國民政府授予魏德邁青天白日勳章:7991。3月魏德邁離職返回美國，臨行前獲贈青天白日勳章。當時美國政府原來計劃由魏德邁接替赫爾利之空缺任美國駐華大使，後因中共大力反對而作罷。魏德迈提出派遣7个师“在华北和满洲建立一道屏障”，三军参谋长联席会议回答“不可能派出7个师” 。
1947年奉杜魯門之命組成調查團再訪華。7月22日，美國特使魏德邁及其率領之考察團到達南京；魏氏在機場發表聲明，表示將「根據客觀徹底之考察而斷定為真實之事實」來判中國局勢:8387。7月23日，魏德邁由司徒雷登陪同拜會蔣，告以此次來華，純為了解國民政府與共軍作戰中失利之原因，準備先到各地廣泛調查，然後再回南京陳述意見:8388。7月24日，國防部長白崇禧在私邸設晚宴招待魏德邁；飯後，雙方長談南京政府面臨之軍事形勢:8388。7月26日，魏德邁自南京到上海，次日會見中國民主社會黨張君勵、中國青年黨李璜、金融界首腦陳光甫等:8389。7月28日，魏德邁自上海返抵南京:8390。7月29日，魏德邁在美國大使館與中國民主同盟領導人黃炎培、章伯鈞、羅隆基、張東蓀等會談，還會見中國青年黨曾琦及國民政府委員莫德惠等人；魏德邁稱美國對中國任何黨派及個人均無特殊態度:8390-8391。
8月1日，魏德邁自南京抵北平:8392。8月2日，魏德邁在北平會見北平行轅主任李宗仁、保定綏靖公署主任孫連仲、北平市長何思源及北京大學校長胡適、清華大學校長梅貽琦等人:8382。8月4日，魏德邁抵天津:8393。8月5日，魏德邁抵瀋陽:8394。8月6日，魏德邁到撫順視察:8394。8月7日，魏德邁自瀋陽抵達青島:8395。8月8日，魏德邁自青島經濟南返回南京:8395。8月10日，魏德邁向蔣遞交詳細提綱，列舉中國國民黨需要改革諸點：軍事方面按才用人，建立良好之官兵關係，南京對前線作戰少加干涉；清除貪污無能官員；約束特務活動；改變外貿設施:8395。8月11日，魏德邁抵台北:8395。8月13日，魏德邁自台灣抵上海:8396。8月15日，魏德邁自上海抵廣州:8397。8月16日，中國外交部致美國總統特使魏德邁備忘錄，説明中國政府之措施與政策:8397；魏德邁自廣州返抵南京:8398。8月19日，魏德邁見蔣，談6小時，就政治、軍事、黨務等問題交換意見:8399。
8月24日，魏德邁离开南京前发表离华声明，稱其來華所見是「麻木與怠惰」，中國急需的「能振奮人心的領導」、「道德的精神的復興」只能「來自中國內部」。:8400魏德邁强调：「為了恢復及維持人民的信任，中央政府必須立即施行徹底的深遠的政治和經濟的改革。僅有保證不夠。應該知道共產主義不能被軍事力量消滅。」據魏德邁向司徒雷登介紹：“他（蔣）保證要大規模改組政府，包括撤除貪污無能的官員。我相信他的話。但我也理解，政治經濟改革在蘇俄支持的共產黨叛亂被制止前，很難成功”，特別地，蔣介石準備把江南各省主席換為平民。所以，“我講話目的在於刺激政府馬上行動並加強蔣將軍的地位以利其大規模改革政府”，講話發表一周後，東北行營主任熊式輝被撤職。
9月19日，魏德邁在華盛頓向國務卿馬歇爾呈交了《魏德邁報告》，內称“共产党是比纳粹更严重的自由之敌，他们不应该在中国获胜”:285，反驳有关中共“不是真正的马克思主义者，而只是致力于中国人福祉的农业改革者”的说辞:287，警告國民黨軍事上已處於劣勢，中共很可能統一中國。魏德邁建議美國承諾給予國民政府援助，美国总统杜鲁门坚决反对，将報告列為機密并束之高閣。12月15日，美國魏德邁將軍致函蔣介石，告以巴大維將出任駐華軍事顧問團團長:8470。
魏德邁報告中明確提到：

1. 中共部队没有参加过中日战争的任何重大战役——1937年在上海，1938年的台儿庄和武汉保卫战，又或是长沙的战斗，及后来在怒江和缅甸的战线。中共从未挑战过任何重要的日军驻地，或日本对中国铁路的控制系统。在重大战役中，是中央政府的士兵承受了冲击，死死咬住敌人，并为之牺牲。:284
2. 共产党人追捧马克思主义时，似乎是人道主义和建设性的，但这被证明是一种错觉和陷阱。共产党人掌权后，所谓的无产阶级被剥夺了言论自由和决定权，甚至被剥夺了工作的相应报酬和崇拜上帝的自由。撒谎、恐吓、谋杀和奴役，在任何情况下都是共产党获得和维持权力的标志。:286
3. 中共并不保护人民对抗日本人，中共杀害拒绝配合他们的人，为之贴上“通敌者”的标签。:283中共的战时和战后优势，即對中國老百姓的命運不用负责。:284“至於國民政府，儘管政府的力量薄弱，卻竭盡所能地保護自由中國區內的人民。中共軍隊或則對日軍進行騷擾，或則對國民政府進行攻擊，為所欲為，毫無顧忌，正像一群陰險豺狼，當中國這頭大象在拒敵受傷時，他們卻乘機來扯大象後腿。”:255
4. “正如我的長官馬歇爾將軍一樣，我也曾因史迪威的報告對中國先存偏見。但我所不同於史迪威及馬歇爾的，是我從經驗中得了教益，使我警覺到共產黨的威脅。”:256
5. “面對如許困難的中國政府，他（蔣介石）曾想把人民從長期窮困中拯救出來，團結起來，可是這種努力，被日本人八年侵略及戰後共黨的破壞所摧殘無遺，如要中國在這種惡劣環境中改革，及實行民主政治，無異是叫一個人在大蕢風時，來修補及油漆屋頂。”:256

## 晚年
魏德邁後來於美軍內晉升至計劃及行動處總長。1948年發生柏林危機，盟軍的空運行動得到魏德邁的支持。1949年2月1日，美國陸軍部部長羅亞爾、陸軍部作戰計劃處處長魏德邁與其他美國政府官員到日本東京與麥克阿瑟、美國駐華大使司徒雷登、美國駐華軍事顧問團團長巴大維、參謀長坎貝爾等密商對華政策；2月4日至2月7日，司徒雷登在青島與美國太平洋艦隊司令藍姆、西太平洋艦隊司令白吉爾密商中國局勢:8800-8801。1951年9月19日魏德邁將軍在美國國會發表演說：「1927年至1937年之間，是許多在華很久的英美和各國僑民所公認的黃金十年。在這十年之中，交通進步了，經濟穩定了，學校林立，教育推廣，而其他方面，也多有進步的建制。」1951年魏德邁退役。1954年獲晉升至上將。1958年出版回憶錄。其後六度訪問台灣（1965年、1967年、1969年、1973年、1978年、1980年）。1979年中美建交後北京多次邀請魏德邁訪華，俱為其婉拒。1989年12月17日病逝維吉尼亞州貝爾沃堡市。

## 評價
1986年7月7日，蔣經國函電宋美齡：

……魏德邁為二次世界大戰以來碩果僅存之高級將領，如能在其自傳中對當年在華經過有客觀、公正、明辨是非之敍述，當可辯正澄清如《馬歇爾傳》、《李宗仁傳》等之誣衊譭謗……肅叩　福安　兒　經國跪稟七月七日

### 引用
1. 1 2 3 4 5 6 7 8 9 10 11 12 13 14 15 16 17 18 19 20 21 22 23 24 25  李新總主編，中國社會科學院近代史研究所中華民國史研究室編，韓信夫、姜克夫主編 (编). . 北京: 中華書局. 2011年7月.
2. ↑  杰克·萨姆森：《陈纳德》，石继成、许忆宁译，东方出版社1990年版，第320页。
3. ↑  Albert Coady Wedemeyer. . Office of the Historian. Foreign Service Institute.   [2022-09-20]. （原始内容存档于2022-09-20）.
4. 1 2 3 4 5 6  Albert Coady Wedemeyer. . New York: HENRY HOLT & COMPANY. 1958.
5. 1 2 3  阿尔伯特·魏德迈; 程之行, 陆道孚 (译). . 光复书局. 1959. ISBN 9787161226692.
6. ↑  周美華、蕭李居編，《蔣經國書信集——與宋美齡往來函電》(下)，台北「國史館」出版，2009年，第703頁